# مسجد موسی‌الرضا
مسجد موسی الرضا مربوط به دوره قاجار است و در قزوین، خیابان نادری جنوبی واقع شده و این اثر در تاریخ ۲۷ دی ۱۳۷۷ با شمارهٔ ثبت ۲۲۶۴ به‌عنوان یکی از آثار ملی ایران به ثبت رسیده‌است.